# Sergio Aragonés
Sergio Aragonés, född 6 september 1937 i Sant Mateu, Castellón, är en spansk-mexikansk-amerikansk serietecknare mest känd för sina bidrag till tidningen Mad Magazine. Han är allmänt känd som en av världens snabbaste och mest produktiva serieskapare. För sitt arbete har han bland annat tilldelats en Reuben Award, 1996.
Aragonés föddes i Spanien men flyttade tidigt till Mexiko och började vid 17 års ålder sälja teckningar till mexikanska tidskrifter. 1962 flyttade han till USA för att prova lyckan där, med siktet inställt på Mad Magazine. Trots bristfälliga kunskaper i engelska gick hans önskan i uppfyllelse och han medverkade första gången i Mad #76 (1963). Hans verk är ofta pantomimserier och sedan debuten i Mad har han medverkat i samtliga nummer med undantag för en gång då hans bidrag försvann i posthanteringen. Han är välkänd för de så kallade "marginalteckningarna" som han tecknar för Mad; skämtteckningar i väldigt litet format som publiceras i marginalerna och kräver skarpsynta läsare.
På 80-talet började han även teckna för serietidningar, bland annat Plop! och sin egen skapelse Groo. Den senare producerar Aragonés tillsammans med Mark Evanier, som han även gjort en mängd andra serier tillsammans med. Förutom allt detta har Aragonés även producerat egna, fristående pantomimserier, exempelvis Mer än ord, Eldsjälarna och Blixt & Gårdon.